# 丹尼·克拉克
丹尼·克拉克（英語：Danny Clark，1951年8月30日—），澳大利亚男子自行车运动员。他曾代表澳大利亚参加1972年夏季奥林匹克运动会自行车比赛，获得男子1公里计时赛银牌。